# Ron Hextall
Ronald Jeffrey Hextall (* 3. května 1964 Brandon, Manitoba, Kanada) je bývalý kanadský profesionální brankář severoamerické NHL.

## Kariéra
V NHL odehrál celkem 13 sezón za kluby Philadelphia Flyers, Quebec Nordiques a New York Islanders. Stal se několikanásobným držitelem klubových rekordů a stal se členem síně slávy hokejového klubu Philadelphia Flyers. V jeho barvách získal i Vezinovu trofej, konkrétně v sezóně 1986–1987, v níž svému týmu dopomohl až k účasti ve finálových bojích o Stanley Cup. I navzdory tomu, že Flyers nakonec ve finále podlehli v sedmizápasové bitvě týmu Edmonton Oilers, získal Hextall Conn Smythe Trophy pro nejužitečnějšího hráče playoff, čímž se zařadil mezi pouhých pět hráčů NHL, kteří získali tuto trofej po prohraném finále Stanley Cupu.
Hextall byl také prvním brankářem v historii, který v zápase vstřelil gól (do prázdné branky při odvolání brankáře soupeře – power play), stalo se tak v sezóně 1987–1988 v zápase proti týmu Boston Bruins. Byl rovněž znám jako jeden z nejagresivnějších brankářů své doby. Třikrát ve své kariéře dostal stop na šest a více zápasů, přičemž v každé z prvních třech odehraných sezón obdržel více než sto trestných minut, čímž vytvořil v této statistice nový brankářský rekord NHL. Kvůli četným zraněním došlo u Hextalla k velkému poklesu výkonu a mezi sezónami 1992–1993 až 1994–1995 byl několikrát odprodán, nejprve týmu Quebec Nordiques, dále pak New York Islanders, poté se ovšem vrátil zpět do Philadelphia Flyers. Po svém návratu se mu podařilo znovu získat ztracenou formu, přičemž v následujících pěti sezónách jeho průměr obdržených branek na zápas nikdy nepřevýšil hodnotu 3,00.
Kanadu reprezentoval na Kanadském poháru 1987 a na MS 1992.
Ron Hextall ukončil dráhu profesionálního hokejisty v sezóně 1998–1999 a v současnosti působí jako viceprezident klubu Los Angeles Kings a dále jako hlavní manažer klubu Manchester Monarchs (AHL).

## Ocenění a úspěchy
- 1984 WHL - Vychodní All-Star Tým
- 1986 AHL - All-Star Tým
- 1986 AHL - Nováček roku
- 1987 NHL - All-Rookie Tým
- 1987 NHL - Vezina Trophy
- 1987 NHL - Nejlepší brankář %
- 1987 NHL - All-Star Tým
- 1987 NHL - Nejvíce vítězství

## Prvenství
- Debut v NHL – 9. října 1986 (Philadelphia Flyers proti Edmonton Oilers)
- První inkasovaný gól v NHL - 9. října 1986 (Philadelphia Flyers proti Edmonton Oilers, útočníkem Jari Kurri)
- První vychytaná nula v NHL – 6. ledna 1987 (Philadelphia Flyers proti New Jersey Devils)

## Statistiky

### Základní části
| Sezóna       | Tým                   | Liga         | Z   | V   | P   | R/PP | MIN    | GO   | ČK | Ø    | %    | G | A  | TM  |
| ------------ | --------------------- | ------------ | --- | --- | --- | ---- | ------ | ---- | -- | ---- | ---- | - | -- | --- |
| 1980–81      | Melville Millionaires | SJHL         | 37  | 7   | 24  | 0    | 2001   | 219  | 0  | 6.57 | —    | — | —  | —   |
| 1981–82      | Brandon Wheat Kings   | WHL          | 30  | 12  | 11  | 0    | 1398   | 133  | 0  | 5.71 | .864 | 0 | 0  | 0   |
| 1982–83      | Brandon Wheat Kings   | WHL          | 44  | 13  | 30  | 0    | 2589   | 249  | 0  | 5.77 | —    | 0 | 4  | 66  |
| 1983–84      | Brandon Wheat Kings   | WHL          | 46  | 29  | 13  | 2    | 2670   | 190  | 0  | 4.27 | .883 | 0 | 8  | 117 |
| 1984–85      | Kalamazoo Wings       | IHL          | 19  | 6   | 11  | 1    | 1103   | 80   | 0  | 4.35 | —    | 0 | 2  | 18  |
| 1984–85      | Hershey Bears         | AHL          | 11  | 4   | 6   | 0    | 555    | 34   | 0  | 3.68 | .888 | 0 | 2  | 4   |
| 1985–86      | Hershey Bears         | AHL          | 53  | 30  | 19  | 2    | 3061   | 174  | 5  | 3.41 | .894 | 0 | 2  | 54  |
| 1986–87      | Philadelphia Flyers   | NHL          | 66  | 37  | 21  | 6    | 3799   | 190  | 1  | 3.00 | .902 | 0 | 6  | 104 |
| 1987–88      | Philadelphia Flyers   | NHL          | 62  | 30  | 22  | 7    | 3560   | 208  | 0  | 3.51 | .885 | 1 | 6  | 104 |
| 1988–89      | Philadelphia Flyers   | NHL          | 64  | 30  | 28  | 6    | 3756   | 202  | 0  | 3.23 | .891 | 0 | 8  | 113 |
| 1989–90      | Philadelphia Flyers   | NHL          | 8   | 4   | 2   | 1    | 419    | 29   | 0  | 3.67 | .880 | 0 | 0  | 14  |
| 1989–90      | Hershey Bears         | AHL          | 1   | 1   | 0   | 0    | 49     | 3    | 0  | 3.67 | .880 | 0 | 0  | 2   |
| 1990–91      | Philadelphia Flyers   | NHL          | 36  | 13  | 16  | 5    | 2035   | 106  | 0  | 3.13 | .892 | 0 | 1  | 10  |
| 1991–92      | Philadelphia Flyers   | NHL          | 45  | 16  | 21  | 6    | 2668   | 151  | 3  | 3.40 | .883 | 0 | 3  | 35  |
| 1992–93      | Quebec Nordiques      | NHL          | 54  | 29  | 16  | 5    | 2988   | 172  | 0  | 3.45 | .888 | 0 | 2  | 56  |
| 1993–94      | New York Islanders    | NHL          | 65  | 27  | 26  | 6    | 3581   | 184  | 5  | 3.08 | .898 | 0 | 3  | 52  |
| 1994–95      | Philadelphia Flyers   | NHL          | 31  | 17  | 9   | 4    | 1824   | 88   | 1  | 2.89 | .890 | 0 | 0  | 13  |
| 1995–96      | Philadelphia Flyers   | NHL          | 53  | 31  | 13  | 7    | 3102   | 112  | 4  | 2.17 | .913 | 0 | 1  | 28  |
| 1996–97      | Philadelphia Flyers   | NHL          | 55  | 31  | 16  | 5    | 3094   | 132  | 5  | 2.56 | .897 | 0 | 0  | 43  |
| 1997–98      | Philadelphia Flyers   | NHL          | 46  | 21  | 17  | 7    | 2688   | 97   | 4  | 2.17 | .911 | 0 | 0  | 10  |
| 1998–99      | Philadelphia Flyers   | NHL          | 23  | 10  | 7   | 4    | 1235   | 52   | 0  | 2.53 | .888 | 0 | 2  | 2   |
| celkem v NHL | celkem v NHL          | celkem v NHL | 608 | 296 | 214 | 69   | 34,749 | 1723 | 23 | 2.98 | .895 | 1 | 32 | 714 |

### Play off
| Sezóna       | Tým                 | Liga         | Z  | V  | P  | MIN  | GO  | ČK | Ø    | %    | G | A | TM  |
| ------------ | ------------------- | ------------ | -- | -- | -- | ---- | --- | -- | ---- | ---- | - | - | --- |
| 1981–82      | Brandon Wheat Kings | WHL          | 3  | 0  | 2  | 103  | 16  | 0  | 9.32 | —    | — | — | —   |
| 1983–84      | Brandon Wheat Kings | WHL          | 10 | 5  | 5  | 592  | 37  | 0  | 3.75 | —    | 0 | 1 | 8   |
| 1985–86      | Hershey Bears       | AHL          | 13 | 5  | 7  | 780  | 42  | 1  | 4.27 | —    | 0 | 1 | 37  |
| 1986–87      | Philadelphia Flyers | NHL          | 26 | 15 | 11 | 1540 | 71  | 2  | 2.77 | .908 | 0 | 1 | 43  |
| 1987–88      | Philadelphia Flyers | NHL          | 7  | 2  | 4  | 379  | 30  | 0  | 4.75 | .847 | 0 | 2 | 30  |
| 1988–89      | Philadelphia Flyers | NHL          | 15 | 8  | 7  | 886  | 49  | 0  | 3.32 | .890 | 1 | 0 | 28  |
| 1992–93      | Quebec Nordiques    | NHL          | 6  | 2  | 4  | 372  | 18  | 0  | 2.90 | .915 | 0 | 0 | 0   |
| 1993–94      | New York Islanders  | NHL          | 3  | 0  | 3  | 158  | 16  | 0  | 6.08 | .800 | 0 | 0 | 4   |
| 1994–95      | Philadelphia Flyers | NHL          | 15 | 10 | 5  | 897  | 42  | 0  | 2.81 | .904 | 0 | 1 | 4   |
| 1995–96      | Philadelphia Flyers | NHL          | 12 | 6  | 6  | 761  | 27  | 0  | 2.13 | .915 | 0 | 0 | 6   |
| 1996–97      | Philadelphia Flyers | NHL          | 8  | 4  | 3  | 443  | 22  | 0  | 2.97 | .892 | 0 | 0 | 0   |
| 1997–98      | Philadelphia Flyers | NHL          | 1  | 0  | 0  | 20   | 1   | 0  | 3.00 | .875 | 0 | 0 | 0   |
| Celkem v NHL | Celkem v NHL        | Celkem v NHL | 93 | 47 | 43 | 5456 | 276 | 2  | 3.03 | .897 | 1 | 4 | 115 |

### Reprezentace
| Rok    | Tým    | Událost |   | Z | V | P | R   | MIN | GO | ČK   | Ø |
| ------ | ------ | ------- | - | - | - | - | --- | --- | -- | ---- | - |
| 1992   | Kanada | MS      | 5 | 1 | 2 | 1 | 273 | 13  | 0  | 2.86 |   |
| Celkem | Celkem | Celkem  | 5 | 1 | 2 | 1 | 273 | 13  | 0  | 2.86 |   |